# Centres d'origen de Vavílov
Els centres d'origen de Vavílov són una formulació teòrica del botànic rus Nikolai Vavílov. Es tracta de la fixació de les àrees geogràfiques on s'assumeix que grup d'organismes, ja siguin domesticats o silvestres, van desenvolupar primer les seves característiques distintives. Molts especialistes creuen que els centres d'origen també ho són de la diversitat.

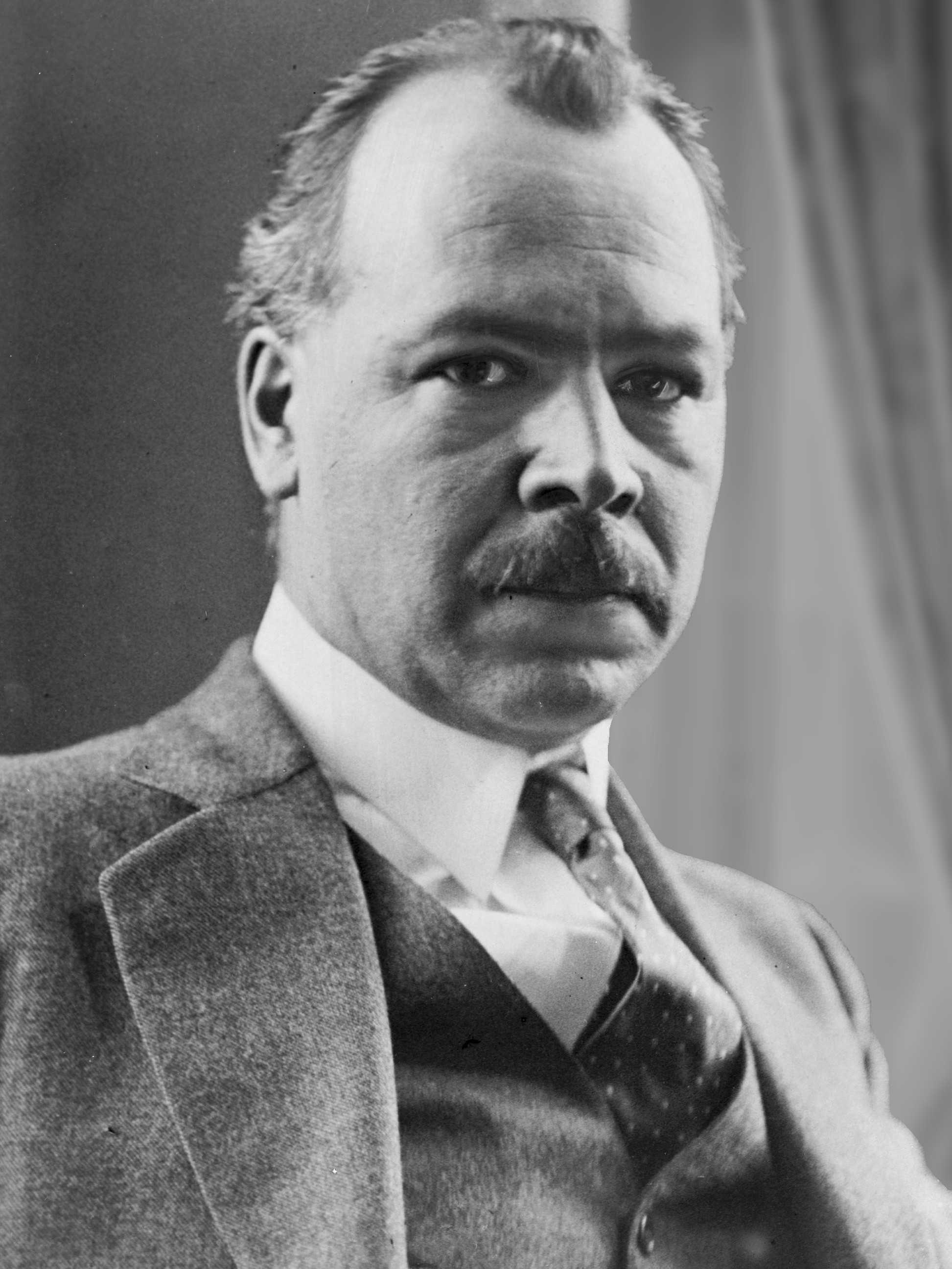
Nikolai Vavílov

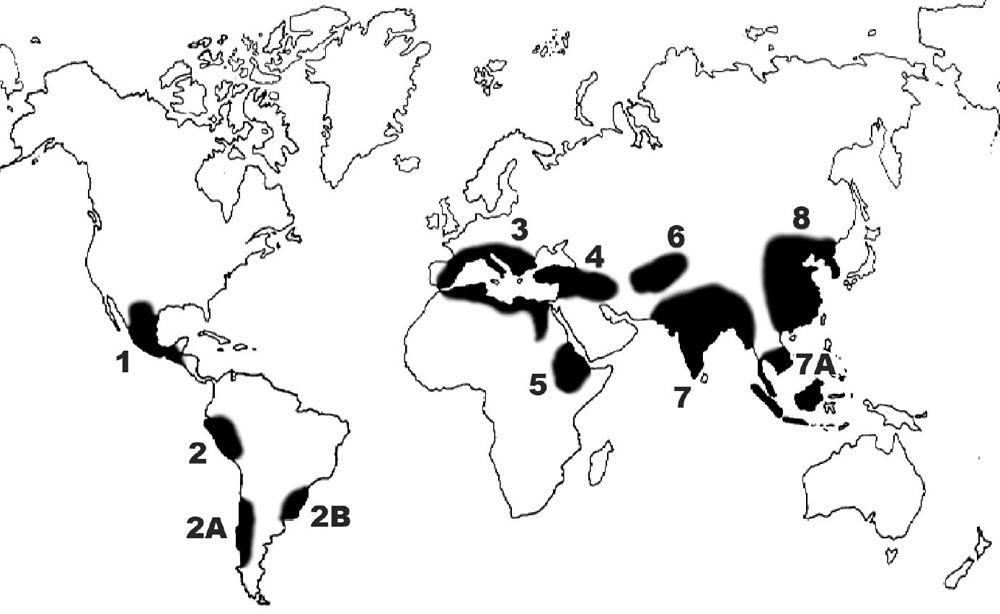
(1) Mèxic-Guatemala, (2) Perú-Equador-Bolívia, (2A) Sud de Xile, (2B) Sud del Brasil, (3) Mediterrani, (4) Orient Mitjà, (5) Etiòpia, (6)Àsia central, (7) Indo-Birmana, (7A) Siam-Malaia-Java, (8) Xina.

Aquests centres són regions que aquest botànic indicà com a llocs inicials de domesticació de les plantes; segons Vavílov, la domesticació no es va fer geogràficament a l'atzar, sinó en terrenys i zones que reunien unes determinades característiques distintives. En l'actualitat, els centres de Vavílov són regions amb alta diversitat de plantes silvestres relacionades amb les conreades.

## Centres mundials d'origen de les plantes cultivades[4][5]
| Centre                                        | Plantes |
| --------------------------------------------- | --- |
| 1) Centre del sud de Mèxic i Amèrica Central: | Inclou part de Mèxic, Guatemala, Hondures i Costa Rica. - Cereals i verdures: panís, fesol, mongeta de Lima i altres - Plantes de meló: carbassa, xaiota i altres - Plantes de fibra: cotó, sisal - Diverses: moniato, pebrot, papaia cacau i altres |
| 2) Centre d'Amèrica del Sud:                  | 62 plantes llistades; tres subcentres 2) Peruvià, Equatorià, Bolivià: - Arrels tuberoses: Patata andina i altres 60 patates, nasturtium - Cereals i verdures: blat de moro, mongeta de Lima, mongeta comuna - Tubercles: canna, patata - Altres verdures: cogombre, tomàquet, carbassa, pebrot - Planta de fibra: Cotó egipci - Fruits i diversos: cacau, maracujà, guaiaba, quinina, tabac 2A) Centre Chiloè de Xile (Illa del sud de Xile) - Patata comuna(48 cromosomes), maduixot 2B) Centre Brasiler-Paraguaià - manioc, cacauet, arbre de la goma, pinya tropical, nou del Brasil, granadilla. |
| 3) Centre del Mediterrani:                    | Inclou la Conca del Mediterrani. 84 plantes llistades - Cereals i verdures: blat dur, emmer, blat polonès, espelta, civades mediterrànies, civades de sorra, escaiola, pèsol, llobí - Plantes farratgeres: Trèvol egipci, trèvol blanc trèvol crimson, serradella - Oli i plantes de fibra: lli, mostassa negra, olivera - Vegetals: bleda, col de cabdell, nap enciam, espàrrec, api, xicòria, xirivia, ruibarbre, - Olis essencials i espècies: anís, farigola menta, sàlvia, llúpol. |
| 4) Orient Mitjà:                              | Inclou Àsia menor, Transcaucàsia, Iran, i les terres altes de Turkmenistan. 83 espècies - Cereals i verdures: blat einkorn, blat dur, blat tou, blat oriental, blat persa, ordi de dues carreres sègol, civades mediterrànies, civada comuna, llentilla, llobí - Plantes farratgeres: alfals, trèvol persa, fenigrec, veça, veça pilosa - Fruits: figa, magrana, poma, pera, codony, cirerer, Crataegus. |
| 5) Etiòpia:                                   | Inclou Abissínia, Eritrea, i part de Somàlia. 38 espècies; ric en blat i ordi. - Cereals i verdures: blat dur abissini, blat poulard, emmer, blat polonès, ordi, melca, mill perla, mill africà, lli, teff - Diversos: sèsam, mongeta de castos, creixen de jardí, cafè, ocra, mirra, índigo. |
| 6) Centre central asiàtic:                    | Inclou nor-oest de l'ïndia, (Punjab, Caixmir), Afghanistan, Tadjikistan, Uzbekistan, ai oest de Tian-Shan. 43 plantes - Cereals i verdures: blat comú, blat club, pèsols llentilles, fava cavallera, cigró, mongeta mung, mostassa, lli, sèsam - Plantes de fibra: cànem, cotó - Vegetals: ceba, all, espinac, pastanaga - Fruits: festuc, pera, ametlla, raïm, poma. |
| 7) Centre Indi:                               | Dos subcentres 7) Indo-Birmà: Centre principal(Hindostà): Inclou Assam i Birmània 117 plantes - Cereals i verdures: arròs, cigró, pèsol dels coloms, mongeta urd, mung, mongeta d'arròs,cowpea - Vegetals tubercles: albergínia, cogombre, rave, taro, iam - Fruits: mango, taronja, mandarina, llimona, tamarind - Sucre, oli i plantes de fibra: canya de sucre, coco, sèsam, safrà, arbre de cotó cotó oriental, jute, crotalaria, kenaf - Espècies, estimulants, tints i diversos: cànem, pebra negra, goma aràbiga, sàndal, índigo, canyella, croton, bambú. 7A) Siam-Malaya-Java: Centre Indo-Malai: Inclou Indo-Xina i l'arxipèlag Malai, 55 plantes - Cereals i verdures: llàgrimes de Job, mongeta de vellut - Fruits: pomel, banana, fruit del pa, mangostà - Oli sucres espècia i fibra: candlenut, coco, canya de sucre, clove, nutmeg, pebra negra, cànem de Manila. |
| 8) Centre Xinès:                              | 136 plantes endèmiques - Cereals i verdures: mill, mill italià, panissola, Koaliang, fajol, ordi sense bajoca, soia, mongeta Adzuki, mongeta de vellut - Arrels tubercles i vegetals: nyam xinès, rave, Col xinesa, ceba, cogombre - Fruits i fruits secs: pera, poma xinesa, préssec, albercoc, cirerer, noguer, litxi - Sucre i fibra: canya de sucre, opi, ginseng salvatge, cànem |